# Didàctica d'escriptura a persones amb síndrome de Down
La didàctica d'escriptura a persones amb síndrome de Down és, dins de la didàctica de l'escriptura, les metodologies i estudi de la didàctica especialitzada per a persones amb la síndrome de Down. En principi, els mateixos procediments que se seguien per ensenyar a escriure als alumnes d'aula ordinària valen per a ells. No obstant això, s'han creat ideologies d'aprenentatge pensades específicament per a ells, encara que poden ser també utilitzades amb gran aprofitament per la resta d'alumnes, com les proposades per López Melero (any 1990), Navarro i Candel (any 1992) i Troncoso i Del Cerro (any 1997).
En una aula hi ha una gran variabilitat individual i això es reflecteix en una gran variabilitat entre els nivells lectors aconseguits pels alumnes amb síndrome de Down. Sembla que l'edat mental de l'alumne, els temps que li dedica el professor, la continuïtat del programa, l'estil de l'escola i el suport familiar són variables que repercuteixen molt directament en l'aprenentatge i el seu progrés.
L'aprenentatge de l'escriptura presenta especials dificultats, sobretot en cal·ligrafia, ortografia i morfosintaxi i per això la utilització dels ordinadors és un mitjà òptim per millorar el llenguatge escrit en aquests alumnes.

## Lectura i escriptura
En la majoria de casos de nens amb síndrome de Down, els alumnes
adquireixen soltesa en l'escriptura a partir dels 10 o 12 anys. Les seves
condicions físiques, lingüístiques i cerebrals fan que les persones amb
síndrome de Down, com a grup, encara no hagin assolit uns nivells alts en les
seves habilitats per escriure a mà. Tot i això, els programes actuals i els
seus resultats mostren que alguns poden escriure prou bé perquè els seus
textos siguin llegibles i els seus missatges coherents. L'ús d'ordinadors, tabletes i teclats en general els ajuda molt.
Si un
nen amb síndrome de Down pot començar a llegir als 4 o 5 anys, a aquesta edat
no podrà realitzar traços de lletres o paraules perquè li falta maduresa
perceptiva i grafo-motora. No privarem al nen del gust de llegir si pot gaudir
d'aquesta activitat a una edat primerenca per voler-ho fer al mateix temps que
l'escriptura. Per aquesta raó alguns autors parlen de lectura i escriptura
separadament i no de lecto-escriptura.